# WTA Los Angeles
Das WTA Los Angeles (offiziell: LA Women’s Tennis Championships presented by Herbalife) war ein Damen-Tennisturnier der WTA Tour, das in der Vorstadt Carson im Los Angeles County ausgetragen wurde.
Das Turnier wurde ab 1971 zunächst in der Vorstadt Long Beach ausgetragen, 1973 wechselte man nach Los Angeles. Von 1974 bis 1976 war es aus dem Turnierplan gestrichen, während dieser Zeit fanden die WTA Championships in der Stadt statt. 1983 wechselte man erneut den Veranstaltungsort und blieb bis 2002 in Manhattan Beach im Los Angeles County.
Das Turnier, das ab 2003 bis zum vorläufigen Ende im Jahr 2009 in der Tennisanlage des Home Depot Center ausgetragen wurde, zählte zur US Open Series, die als Vorbereitung auf die US Open gelten.

## Siegerliste

### Einzel
| Jahr                                   | Siegerin             | Finalgegnerin           | Ergebnis       | offizieller Name                                          |
| -------------------------------------- | -------------------- | ----------------------- | -------------- | --------------------------------------------------------- |
| 1971                                   | Billie Jean King     | Rosemary Casals         | 6:1, 6:2       | Billie Jean King Invitational                             |
| 1972                                   | Rosemary Casals      | Françoise Dürr          | 6:2, 6:7, 6:3  | Independent Press-Telegram’s Women’s Tennis Championships |
| 1973                                   | Margaret Court       | Nancy Richey Gunter     | 7:5, 6:7, 7:5  | British Motor Cars Tournament                             |
| 1974–1976 fand das Turnier nicht statt |                      |                         |                |                                                           |
| 1977                                   | Chris Evert          | Martina Navratilova     | 6:2, 2:6, 6:1  | Virginia Slims of Los Angeles                             |
| 1978                                   | Martina Navratilova  | Rosemary Casals         | 6:3, 6:2       | Virginia Slims of Los Angeles                             |
| 1979                                   | Chris Evert          | Martina Navratilova     | 6:3, 6:4       | Avon Championships of Los Angeles                         |
| 1980                                   | Martina Navratilova  | Tracy Austin            | 6:2, 6:0       | Avon Championships of Los Angeles                         |
| 1981                                   | Martina Navratilova  | Andrea Jaeger           | 6:4, 6:0       | Avon Championships of Los Angeles                         |
| 1982                                   | Mima Jaušovec        | Sylvia Hanika           | 6:2, 7:64      | Avon Championships of Los Angeles                         |
| 1983                                   | Martina Navratilova  | Chris Evert-Lloyd       | 6:1, 6:3       | Virginia Slims of Los Angeles (II)                        |
| 1984                                   | Chris Evert-Lloyd    | Wendy Turnbull          | 6:2, 6:3       | Virginia Slims of Los Angeles (II)                        |
| 1985                                   | Claudia Kohde-Kilsch | Pam Shriver             | 6:2, 6:4       | Virginia Slims of Los Angeles (II)                        |
| 1986                                   | Martina Navratilova  | Chris Evert-Lloyd       | 7:65, 6:3      | Virginia Slims of Los Angeles (II)                        |
| 1987                                   | Steffi Graf          | Chris Evert             | 6:3, 6:4       | Virginia Slims of Los Angeles (II)                        |
| 1988                                   | Chris Evert          | Gabriela Sabatini       | 2:6, 6:1, 6:1  | Virginia Slims of Los Angeles (II)                        |
| 1989                                   | Martina Navratilova  | Gabriela Sabatini       | 6:0, 6:2       | Virginia Slims of Los Angeles (II)                        |
| 1990                                   | Monica Seles         | Martina Navratilova     | 6:4, 3:6, 7:66 | Virginia Slims of Los Angeles (II)                        |
| 1991                                   | Monica Seles         | Kimiko Date             | 6:3, 6:1       | Virginia Slims of Los Angeles (II)                        |
| 1992                                   | Martina Navratilova  | Monica Seles            | 6:4, 6:2       | Virginia Slims of Los Angeles (II)                        |
| 1993                                   | Martina Navratilova  | Arantxa Sánchez Vicario | 7:5, 7:64      | Virginia Slims of Los Angeles (II)                        |
| 1994                                   | Amy Frazier          | Ann Grossman            | 6:1, 6:3       | Virginia Slims of Los Angeles (II)                        |
| 1995                                   | Conchita Martínez    | Chanda Rubin            | 4:6, 6:1, 6:3  | Acura Classic                                             |
| 1996                                   | Lindsay Davenport    | Anke Huber              | 6:2, 6:3       | Acura Classic                                             |
| 1997                                   | Monica Seles         | Lindsay Davenport       | 5:7, 7:5, 6:4  | Acura Classic                                             |
| 1998                                   | Lindsay Davenport    | Martina Hingis          | 4:6, 6:4, 6:3  | Acura Classic                                             |
| 1999                                   | Serena Williams      | Julie Halard-Decugis    | 6:1, 6:4       | Acura Classic                                             |
| 2000                                   | Serena Williams      | Lindsay Davenport       | 4:6, 6:4, 7:61 | estyle.com Classic                                        |
| 2001                                   | Lindsay Davenport    | Monica Seles            | 6:3, 7:5       | estyle.com Classic                                        |
| 2002                                   | Chanda Rubin         | Lindsay Davenport       | 5:7, 7:65, 6:3 | JPMorgan Chase Open                                       |
| 2003                                   | Kim Clijsters        | Lindsay Davenport       | 6:1, 3:6, 6:1  | JPMorgan Chase Open                                       |
| 2004                                   | Lindsay Davenport    | Serena Williams         | 6:1, 6:3       | JPMorgan Chase Open                                       |
| 2005                                   | Kim Clijsters        | Daniela Hantuchová      | 6:4, 6:1       | JPMorgan Chase Open                                       |
| 2006                                   | Jelena Dementjewa    | Jelena Janković         | 6:3, 4:6, 6:4  | JPMorgan Chase Open                                       |
| 2007                                   | Ana Ivanović         | Nadja Petrowa           | 7:5, 6:4       | East West Bank Classic                                    |
| 2008                                   | Dinara Safina        | Flavia Pennetta         | 6:4, 6:2       | East West Bank Classic                                    |
| ↓ Kategorie: Premier ↓                 |                      |                         |                |                                                           |
| 2009                                   | Flavia Pennetta      | Samantha Stosur         | 6:4, 6:3       | LA Women’s Tennis Championships                           |

### Doppel
| Jahr                                   | Siegerinnen                            | Finalgegnerinnen                         | Ergebnis         | offizieller Name                                          |
| -------------------------------------- | -------------------------------------- | ---------------------------------------- | ---------------- | --------------------------------------------------------- |
| 1971                                   | Rosemary Casals Billie Jean King       | Françoise Dürr Ann Haydon-Jones          | 7:5, 6:3         | Billie Jean King Invitational                             |
| 1972                                   | Rosemary Casals Virginia Wade          | Helen Gourlay Karen Krantzcke            | 6:4, 5:7, 7:5    | Independent Press-Telegram’s Women’s Tennis Championships |
| 1973                                   | Rosemary Casals Julie Heldman          | Margaret Court Lesley Hunt               | kampflos         | British Motor Cars Tournament                             |
| 1974–1976 fand das Turnier nicht statt |                                        |                                          |                  |                                                           |
| 1977                                   | Rosemary Casals Chris Evert            | Martina Navratilova Betty Stöve          | 6:2, 6:4         | Virginia Slims of Los Angeles                             |
| 1978                                   | Betty Stöve Virginia Wade              | Greer Stevens Pam Teeguarden             | 6:3, 6:2         | Virginia Slims of Los Angeles                             |
| 1979                                   | Rosemary Casals Chris Evert            | Martina Navratilova Anne Smith           | 6:4, 1:6, 6:3    | Avon Championships of Los Angeles                         |
| 1980                                   | Rosemary Casals Martina Navratilova    | Kathy Jordan Anne Smith                  | 7:6, 6:2         | Avon Championships of Los Angeles                         |
| 1981                                   | Sue Barker Ann Kiyomura                | Marita Redondo Peanut Louie              | 6:1, 4:6, 6:1    | Avon Championships of Los Angeles                         |
| 1982                                   | Kathy Jordan Anne Smith                | Barbara Potter Sharon Walsh              | 6:3, 7:5         | Avon Championships of Los Angeles                         |
| 1983                                   | Martina Navratilova Pam Shriver        | Betsy Nagelsen Virginia Ruzici           | 6:1, 6:0         | Virginia Slims of Los Angeles (II)                        |
| 1984                                   | Chris Evert Lloyd Wendy Turnbull       | Bettina Bunge Eva Pfaff                  | 6:2, 6:4         | Virginia Slims of Los Angeles (II)                        |
| 1985                                   | Claudia Kohde-Kilsch Helena Suková     | Hana Mandlíková Wendy Turnbull           | 6:4, 6:2         | Virginia Slims of Los Angeles (II)                        |
| 1986                                   | Martina Navratilova Pam Shriver        | Claudia Kohde-Kilsch Helena Suková       | 6:4, 6:3         | Virginia Slims of Los Angeles (II)                        |
| 1987                                   | Martina Navratilova Pam Shriver        | Zina Garrison Lori McNeil                | 6:3, 6:4         | Virginia Slims of Los Angeles (II)                        |
| 1988                                   | Patty Fendick Jill Hetherington        | Gigi Fernández Robin White               | 7:62, 5:7, 6:4   | Virginia Slims of Los Angeles (II)                        |
| 1989                                   | Martina Navratilova Wendy Turnbull     | Claudia Kohde-Kilsch Mary Joe Fernández  | 5:2 Aufgabe      | Virginia Slims of Los Angeles (II)                        |
| 1990                                   | Gigi Fernández Jana Novotná            | Mercedes Paz Gabriela Sabatini           | 6:3, 4:6, 6:4    | Virginia Slims of Los Angeles (II)                        |
| 1991                                   | Laryssa Sawtschenko Natallja Swerawa   | Gretchen Magers Robin White              | 6:1, 2:6, 6:2    | Virginia Slims of Los Angeles (II)                        |
| 1992                                   | Arantxa Sánchez Vicario Helena Suková  | Zina Garrison Pam Shriver                | 6:4, 6:2         | Virginia Slims of Los Angeles (II)                        |
| 1993                                   | Arantxa Sánchez Vicario Helena Suková  | Gigi Fernández Natallja Swerawa          | 7:63, 6:3        | Virginia Slims of Los Angeles (II)                        |
| 1994                                   | Julie Halard Nathalie Tauziat          | Jana Novotná Lisa Raymond                | 6:1, 0:6, 6:1    | Virginia Slims of Los Angeles (II)                        |
| 1995                                   | Gigi Fernández Natallja Swerawa        | Gabriela Sabatini Larisa Neiland         | 7:5, 6:72, 7:5   | Acura Classic                                             |
| 1996                                   | Lindsay Davenport Natallja Swerawa     | Amy Frazier Kimberly Po                  | 6:1, 6:4         | Acura Classic                                             |
| 1997                                   | Yayuk Basuki Caroline Vis              | Larisa Neiland Helena Suková             | 7:67, 6:3        | Acura Classic                                             |
| 1998                                   | Martina Hingis Natallja Swerawa        | Tamarine Tanasugarn Olena Tatarkowa      | 6:4, 6:2         | Acura Classic                                             |
| 1999                                   | Arantxa Sánchez-Vicario Larisa Neiland | Lisa Raymond Rennae Stubbs               | 6:2, 6:75, 6:0   | Acura Classic                                             |
| 2000                                   | Els Callens Dominique Van Roost        | Kimberly Po Anne-Gaëlle Sidot            | 6:2, 7:5         | estyle.com Classic                                        |
| 2001                                   | Kimberly Po-Messerli Nathalie Tauziat  | Nicole Arendt Caroline Vis               | 6:3, 7:5         | estyle.com Classic                                        |
| 2002                                   | Kim Clijsters Jelena Dokić             | Daniela Hantuchová Ai Sugiyama           | 6:2, 6:3         | JPMorgan Chase Open                                       |
| 2003                                   | Mary Pierce Rennae Stubbs              | Jelena Bowina Els Callens                | 6:3, 6:3         | JPMorgan Chase Open                                       |
| 2004                                   | Nadja Petrowa Meghann Shaughnessy      | Conchita Martínez Virginia Ruano Pascual | 6:72, 6:4, 6:3   | JPMorgan Chase Open                                       |
| 2005                                   | Jelena Dementjewa Flavia Pennetta      | Angela Haynes Bethanie Mattek            | 6:2, 6:4         | JPMorgan Chase Open                                       |
| 2006                                   | Virginia Ruano Pascual Paola Suárez    | Daniela Hantuchová Ai Sugiyama           | 6.3, 6:4         | JPMorgan Chase Open                                       |
| 2007                                   | Květa Peschke Rennae Stubbs            | Alicia Molik Mara Santangelo             | 6:0, 6:1         | East West Bank Classic                                    |
| 2008                                   | Chan Yung-jan Chuang Chia-jung         | Eva Hrdinová Vladimíra Uhlířová          | 2:6, 7:5, [10:4] | East West Bank Classic                                    |
| ↓ Kategorie: Premier ↓                 |                                        |                                          |                  |                                                           |
| 2009                                   | Chuang Chia-jung Yan Zi                | Marija Kirilenko Agnieszka Radwańska     | 6:0, 4:6, [10:7] | LA Women’s Tennis Championships                           |